# FinePix S1 Pro
FinePix S1 Pro — цифровой однообъективный зеркальный фотоаппарат серии FinePix компании Fujifilm. Анонсирован в январе 2000 года. Был основан на пленочной камере Nikon F60 (Nikon N60 в США), которая была модифицирована компанией Fujifilm с целью интегрировать в неё ПЗС-матрицу собственной разработки и необходимую электронику. Благодаря использованию Fujifilm при разработке FinePix S1 Pro существующей камеры производства Nikon, FinePix S1 Pro получил байонет Nikon F и таким образом был совместим с большинством объективов, разработанных для 35 мм пленочных камер Nikon. Фотоаппарат имел автофокусировку, контролируемый электроникой фокальный затвор, со скоростью срабатывания от 30 сек. до 1/2000 сек., встроенный замер экспозиции и встроенную фотовспышку. Светочувствительность матрицы составляла 320—1600 ISO. В январе 2002 года был заменен моделью FinePix S2 Pro.
Основным отличием от ЦЗК Nikon являлась уникальная матрица с разрешением 3,1 млн. пикселов. Известная как Super CCD, она уникальна тем, что фотодиоды в ней расположены диагонально, а не горизонтально или вертикально, как во всех остальных фотоматрицах. Это позволило использовать интерполяцию для получения на выходе изображений с разрешением 6,2 млн пикселов. Реальное разрешение изображений в таком интерполированном режиме находится где-то между 3,1 и 6,2 млн пикселов.